# ベンジー・ラダック
ベンジー・ラダック（Benji Radach、1979年4月5日 - 2024年8月26日まで）は、アメリカ合衆国の男性総合格闘家。ワシントン州キャッスルロック出身。レインMMA所属。ベンジー・ラダッチとも表記される。

## 来歴
2001年3月17日、United Full Contact Federationでプロ総合格闘技デビュー。
2002年5月10日、8戦全勝のキャリアでUFCと契約を果たし、UFC 37に出場。スティーブ・バーガーを開始27秒でKOするも、ラダックに反則攻撃があったことから後に無効試合に変更された。1か月後の6月22日にはUFC 37.5に出場、ニック・セラに判定勝ちを収めた。
2002年9月27日、UFC 39でショーン・シャークにTKO負けを喫し、プロ初敗北。
2004年6月26日、SportFightミドル級王座決定戦でクリス・リーベンにTKO負けを喫し王座獲得に失敗した。
2007年、2年半ぶりにIFLで復帰、バス・ルッテン率いるロサンゼルス・アナコンダズに所属した。年末にはIFL王者を決定するトーナメントにも出場、準決勝ではブレント・ボーパルランを破るも、12月29日の決勝戦ではマット・ホーウィッチに敗れた。
2008年10月4日、EliteXCに出場、ムリーロ・ニンジャにパウンドでTKO勝ちを収めた。
2009年4月11日、Strikeforce初参戦となったStrikeforce: Shamrock vs. Diazでスコット・スミスと対戦し、右フックでKO負けを喫した。
2010年12月4日、1年7か月ぶりの復帰戦となったStrikeforce: Henderson vs. Babaluでオヴィンス・サンプルーと対戦し、0-3の判定負けを喫した。
2024年8月26日に訃報が発表された。45歳没。

## 戦績
| 総合格闘技 戦績 | 総合格闘技 戦績 | 総合格闘技 戦績 | 総合格闘技 戦績 | 総合格闘技 戦績 | 総合格闘技 戦績 | 総合格闘技 戦績 |
| --------------- | --------------- | --------------- | --------------- | --------------- | --------------- | --------------- |
| 29 試合         | (T)KO           | 一本            | 判定            | その他          | 引き分け        | 無効試合        |
| 21 勝           | 17              | 1               | 3               | 0               | 0               | 1               |
| 7 敗            | 5               | 0               | 2               | 0               | 0               | 1               |

| 勝敗 | 対戦相手                         | 試合結果                             | 大会名                                                           | 開催年月日     |
| ×    | ベン・ライター                   | 5分3R終了 判定0-3                    | Bellator 137: Halsey vs. Grove                                   | 2015年5月15日  |
| ×    | オヴィンス・サンプルー           | 5分3R終了 判定0-3                    | Strikeforce: Henderson vs. Babalu                                | 2010年12月4日  |
| ×    | スコット・スミス                 | 3R 3:24 KO（右フック）               | Strikeforce: Shamrock vs. Diaz                                   | 2009年4月11日  |
| ○    | ムリーロ・ニンジャ               | 2R 2:31 TKO（左フック→パウンド）     | EliteXC: Heat                                                    | 2008年10月4日  |
| ×    | マット・ホーウィッチ             | 2R 1:58 KO（パンチ）                 | IFL: World Grand Prix Finals 【ミドル級グランプリ 決勝】         | 2007年12月29日 |
| ○    | ブレント・ボーパルラン           | 1R 2:26 KO（左フック）               | IFL: World Grand Prix Semifinals 【ミドル級グランプリ 準決勝】   | 2007年11月3日  |
| ○    | ジェラルド・ハリス               | 1R 3:03 TKO（パウンド）              | IFL: 2007 Semifinals                                             | 2007年8月2日   |
| ○    | ブリストル・マルンデ             | 1R 1:28 TKO（パウンド）              | IFL: Everett                                                     | 2007年6月1日   |
| ○    | ブライアン・フォスター           | 1R 1:04 フロントチョーク             | IFL: Los Angeles                                                 | 2007年3月17日  |
| ○    | ライアン・マッギヴァーン         | 2R 2:22 TKO（パウンド）              | IFL: Houston                                                     | 2007年2月2日   |
| ×    | クリス・リーベン                 | 3R 3:43 TKO（顎の骨折）              | SportFight 4: Fight For Freedom 【SportFightミドル級王座決定戦】 | 2004年6月26日  |
| ×    | ダニー・ラフィーヴァー           | 1R 0:55 KO（パンチ）                 | Ultimate Ring Challenge 6                                        | 2003年10月25日 |
| ○    | グスタボ・シム                   | 1R 1:31 KO（パウンド）               | KOTC 28: More Punishment                                         | 2003年8月16日  |
| ○    | スティーブ・ヴァン・フリート     | 1R KO（パンチ連打）                  | IFC Warriors Challenge 18: Big Valley Brawl                      | 2003年7月19日  |
| ○    | ジョール・ブラントン             | 1R KO（パンチ連打）                  | UFCF: Seattle                                                    | 2003年3月1日   |
| ○    | クリス・アーヴァイン             | 1R 1:02 KO（パウンド）               | Ultimate Ring Challenge 3                                        | 2003年1月4日   |
| ×    | ショーン・シャーク               | 1R 4:16 TKO（ドクターストップ）      | UFC 39: The Warriors Return                                      | 2002年9月27日  |
| ○    | ニック・セラ                     | 5分3R終了 判定3-0                    | UFC 37.5: As Real As It Gets                                     | 2002年6月22日  |
| －   | スティーブ・バーガー             | 1R 0:27 無効試合（反則）             | UFC 37: High Impact                                              | 2002年5月10日  |
| ○    | シャノン・"ザ・キャノン"・リッチ | 1R 1:18 TKO（パウンド）              | MFC 3: Canadian Pride                                            | 2002年3月3日   |
| ○    | エリック・ダヴィラ               | 3分2R終了 判定3-0                    | Rumble in the Rockies                                            | 2002年1月26日  |
| ○    | オスカー・ヴァーダスコ           | 1R 0:25 KO（パンチ）                 | UFCF: Olympia Ring Challenge                                     | 2002年1月5日   |
| ○    | ウィリー・ソロリオ               | 1R 1:23 TKO（スタンドの打撃）        | IFC Warriors Challenge 16                                        | 2001年11月9日  |
| ○    | ロイデン・デモッタ               | 1R 1:01 ギブアップ（スタンドの打撃） | WEC 2: Clash of the Titans                                       | 2001年10月4日  |
| ○    | エリック・ペレス                 | 1R 0:18 KO（パンチ）                 | PPKA: Muckelshoot                                                | 2001年8月15日  |
| ○    | デニス・アッシュ                 | 5分3R終了 判定3-0                    | DesertBrawl 1                                                    | 2001年6月1日   |
| ○    | オズ・プレシアド                 | 1R KO（パンチ）                      | UFCF: Everett Extreme Challenge 3                                | 2001年5月19日  |
| ○    | エリック・ルーカス               | 1R 0:09 KO（パンチ）                 | Rumble in the Ring 2                                             | 2001年4月28日  |
| ○    | クレイトン・パーヴィス           | 3R TKO（パンチ連打）                 | UFCF: Road To Victory                                            | 2001年3月17日  |

## 出演
- Once I Was a Champion (2011)